# Aechmea comata
Espèce
Classification phylogénétique
Aechmea comata est une espèce de plantes de la famille des Bromeliaceae, endémique de la forêt atlantique (mata atlântica en portugais) au Brésil.

## Synonymes
- Aechmea comata var. makoyana (Mez) L.B.Sm.[1] ;
- Aechmea lindenii (E.Morren) Baker[1] ;
- Aechmea lindenii var. makoyana Mez[1] ;
- Aechmea makoyana Jacob-Makoy[1] ;
- Billbergia forgetiana Sander[1] ;
- Chevaliera comata (Gaudich.) Mez[1] ;
- Hohenbergia comata (Gaudich.) Baker[1] ;
- Hoplophytum comatum (Gaudich.) Beer[1] ;
- Hoplophytum lindenii E.Morren[1] ;
- Hoplophytum lineatum W.Bull[1] ;
- Hoplophytum makoyanum Micheli[1] ;
- Hoplophytum tetrastachyum Beer[1] ;
- Lamprococcus speciosus W.Bull[1] ;
- Macrochordion lindenii (E.Morren) Wittm.[1] ;
- Ortgiesia lindenii (E.Morren) L.B.Sm. & W.J.Kress[1] ;
- Ortgiesia lindenii var. makoyana (Mez) L.B.Sm. & W.J.Kress[1] ;
- Pothuava comata Gaudich.[1] ;